# 海峡西岸经济区
海峽西岸經濟區，简称海西经济区或海西，又稱海峽西岸城市群，是中華人民共和國福建省人民政府于2004年提出的战略构想，海峽西岸城市群亦是中國大陸東南沿海重要的城市群。2009年5月4日召开的国务院常务会议讨论并原则通过《关于支持福建省加快建设海峡西岸经济区的若干意见》，经过进一步修改后，由中華人民共和國國務院发布。
2009年5月14日，中国政府网全文刊登《国务院关于支持福建省加快建设海峡西岸经济区的若干意见》。
2011年3月，中华人民共和国国务院正式批准《海峡西岸经济区发展规划》；2011年4月8日，国家发展和改革委员会全文发布《海峡西岸经济区发展规划》。
规划指出，要将海峡西岸建设成为科学发展之区、改革开放之区、文明祥和之区、生态优美之区，成为中国新的经济增长极。
福州、泉州、厦门、温州、汕头为海峡西岸经济区的五大中心城市。。
2011年7月29日上路的福建省內的9個城市居民赴金門、馬祖和澎湖個人遊，不得中轉至台灣本島（俗稱：小三通自由行）。2012年8月28日，再開放海西地區11個城市（包括浙江的溫州、衢州、麗水，江西的贛州、撫州、上饒、鷹潭以及廣東的梅州、潮州、汕頭、揭陽）居民赴金馬澎自由行政策。截至目前開放了20個城市。中華民國陸委會表示，經內政部入出國及移民署評估，從2015年1月1日起，從中國大陆內地到金門、馬祖和澎湖（不含中轉到台灣）將可辦理落地簽入境。

## 主要组成城市
- 福建省：福州市、平潭綜合實驗區、莆田市、宁德市、泉州市、厦门市、漳州市、龙岩市、三明市、南平市
- 浙江省：温州市、丽水市、衢州市；
- 江西省：上饶市、鹰潭市、抚州市、赣州市；
- 广东省：潮州市、汕头市、梅州市、揭阳市。[5]

其中，福州、泉州、厦门、温州、汕头为五大龙头城市。

## 交通
2012年8月13日,福建省人民政府成立厦漳泉和福莆宁城际铁路前期工作协调小组。
2015年10月13日，国家发改委发布《关于福建省海峡西岸城际铁路建设规划（2015年~2020年）的批复》,规划建设6个项目，总里程583公里，其中，福莆宁大都市区拟建设3条城际铁路，厦漳泉大都市区拟建设2条城际铁路，大武夷地区拟建设1条城际铁路。
- 註：粗體表示全國或國際範圍內的幹線、樞紐。

### 鐵路

#### 鐵路
- 峰福铁路
- 福马铁路
- 温福铁路
- 福厦铁路
- 昌福铁路

#### 高速鐵路
- 京福高铁
- 福廈高鐵
- 甬廣高鐵

#### 城际轨道交通
- 福州地铁S1线
- 福州地铁滨海快线
- 福州機場高速鐵路
- 廈漳泉城際鐵路R1線
- █ 温州市域铁路S1线
- █ 温州市域铁路S2线
- █ 温州市域铁路S3线

### 高速公路
海峽西岸經濟區相關的高速公路包括：
- 京臺高速公路/京福高速公路
- 沈海高速公路
- 長深高速公路
- 福銀高速公路
- 泉南高速公路
- 廈蓉高速公路
- 汕昆高速公路
- 甬莞高速公路

### 機場

#### 福建省
- 福州長樂國際機場
- 廈門高崎國際機場
- 泉州晉江國際機場
- 武夷山機場
- 三明沙縣機場
- 連城冠豸山機場

#### 廣東省
- 揭阳潮汕国际机场

#### 江西省
- 上饒三清山機場

#### 浙江省
- 溫州龍灣國際機場

### 港口
- 福州港
- 寧德港
- 莆田港
- 泉州港
- 廈門港
- 漳州港

### 城市軌道交通
- 福州地鐵、廈門地鐵、武夷有軌電車
- 溫州軌道交通

## 相关政策文件
- 住房和城乡建设部——《海峡西岸城市群发展规划》（2009年批复）
- 发展和改革委员会——《海峡西岸经济区发展规划》（2011年批复）